# 조르지오 A. 추칼로스

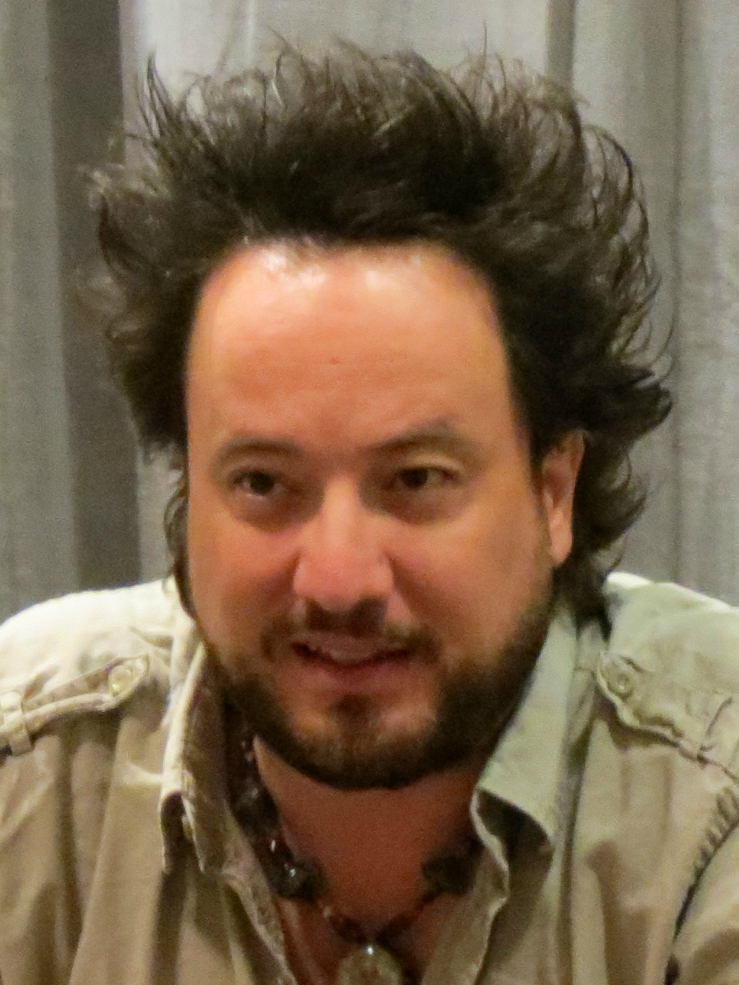
2016년 모습

조르지오 A. 추칼로스(Giorgio A. Tsoukalos, /ˈsuːkələs/, 그리스어: Γεώργιος Τσούκαλος, 1978년 3월 14일 ~ )는 스위스 태생의 작가이자 텔레비전 진행자이자 프로듀서이다. 그는 미확인비행체학자이자 사이비과학적 고대 우주비행사설의 발기인이다. 그는 자신이 프로듀서이기도 한 히스토리 (텔레비전 채널) 채널 시리즈인 에인션트 에일리언에 출연한 것으로 가장 잘 알려져 있다.

## 경력
추칼로스는 그리스-오스트리아의 유산이다. 그는 1998년 뉴욕주 이타카 (뉴욕주)에 있는 이타카 칼리지를 졸업하고 커뮤니케이션 학사 학위를 취득했다. 수년 동안 그는 미스터 올림피아(Mr. Olympia)를 포함해 IFBB가 승인한 보디빌딩 대회에서 보디빌딩 프로모터이자 자원봉사자로 일했다. 그는 2001년부터 2005년까지 연례 IFBB 샌프란시스코 프로 그랑프리를 제작하고 감독했다.
2002년부터 추칼로스는 트래블 채널, 히스토리 (텔레비전 채널), Syfy 및 내셔널 지오그래픽 (미국의 텔레비전 채널)에서 방송하는 프로그램에 출연했다. 그는 1999년부터 2008년까지 레전더리 타임스(Legendary Times) 잡지의 편집자였다. 그는 에인션트 에일리언의 공동 제작자이며, 2009년부터 200개 이상의 에피소드에 출연했다. 그는 2014년 H2 시리즈 "In Search of Aliens"를 발표하고 공동 제작했다.